# Râul Bârlogeaua
Râul Bârlogeaua este un curs de apă, afluent al Pleșu. 

## Hărți
- Harta munții Vâlcan  Arhivat în 15 iunie 2011, la Wayback Machine.